# Rhodohypoxis baurii
Rhodohypoxis baurii även rosenblund är en enhjärtbladig växtart som först beskrevs av John Gilbert Baker, och fick sitt nu gällande namn av Gert Cornelius Nel. Rhodohypoxis baurii ingår i släktet Rhodohypoxis och familjen Hypoxidaceae.

## Underarter
Arten delas in i följande underarter:
- R. b. baurii
- R. b. confecta
- R. b. platypetala

## Bildgalleri

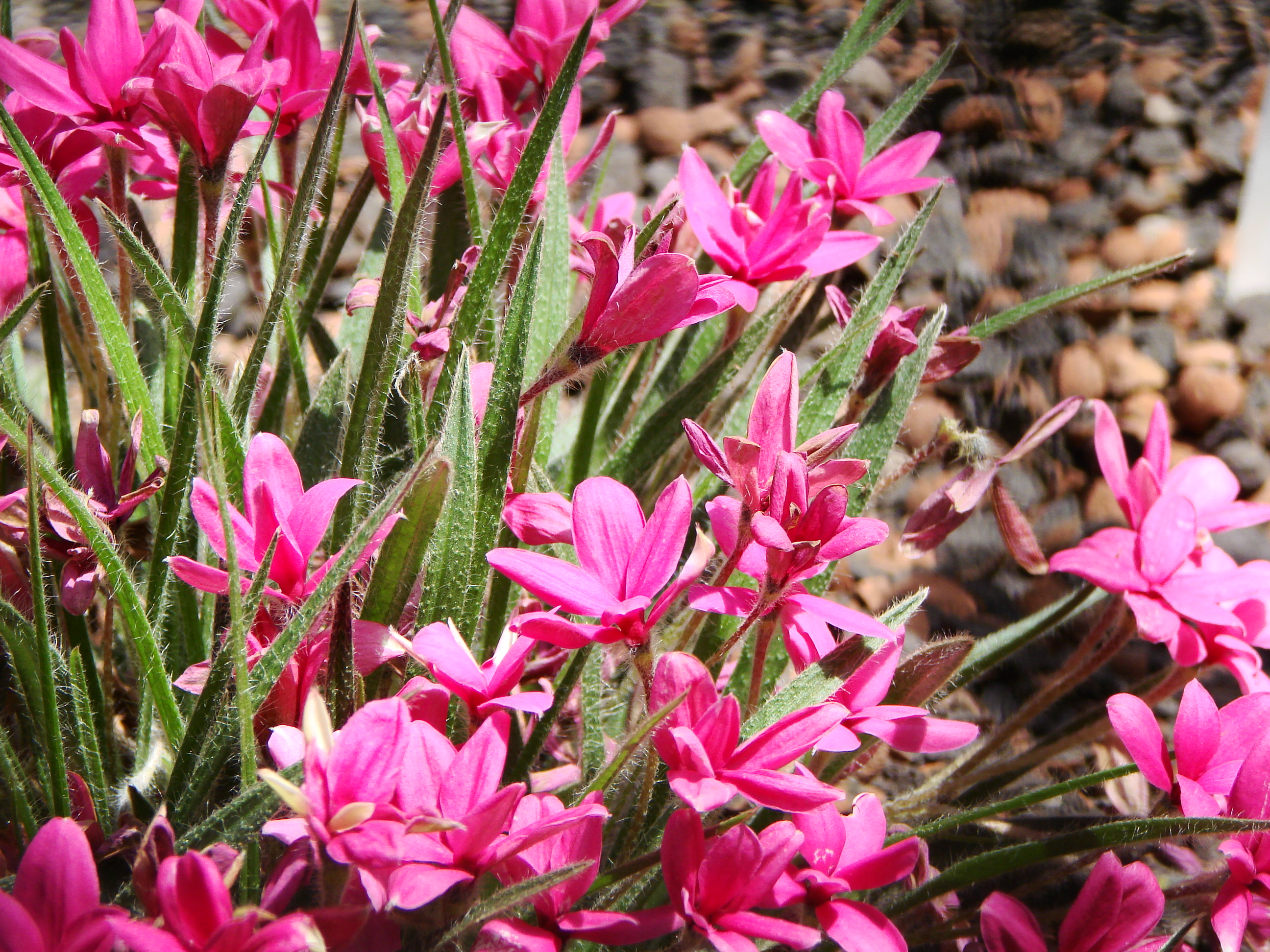
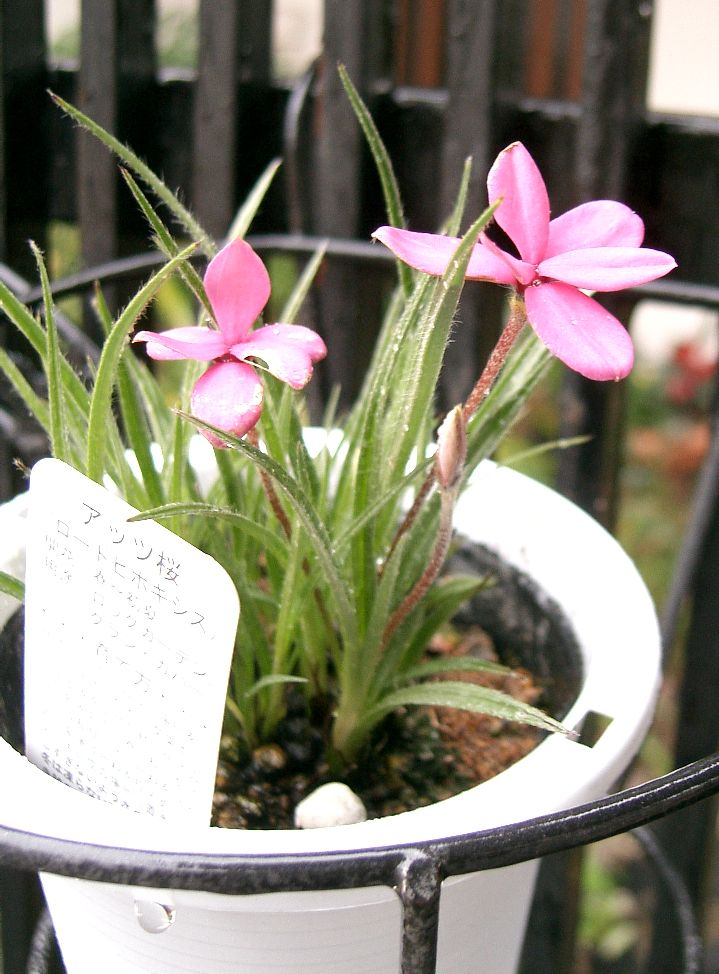
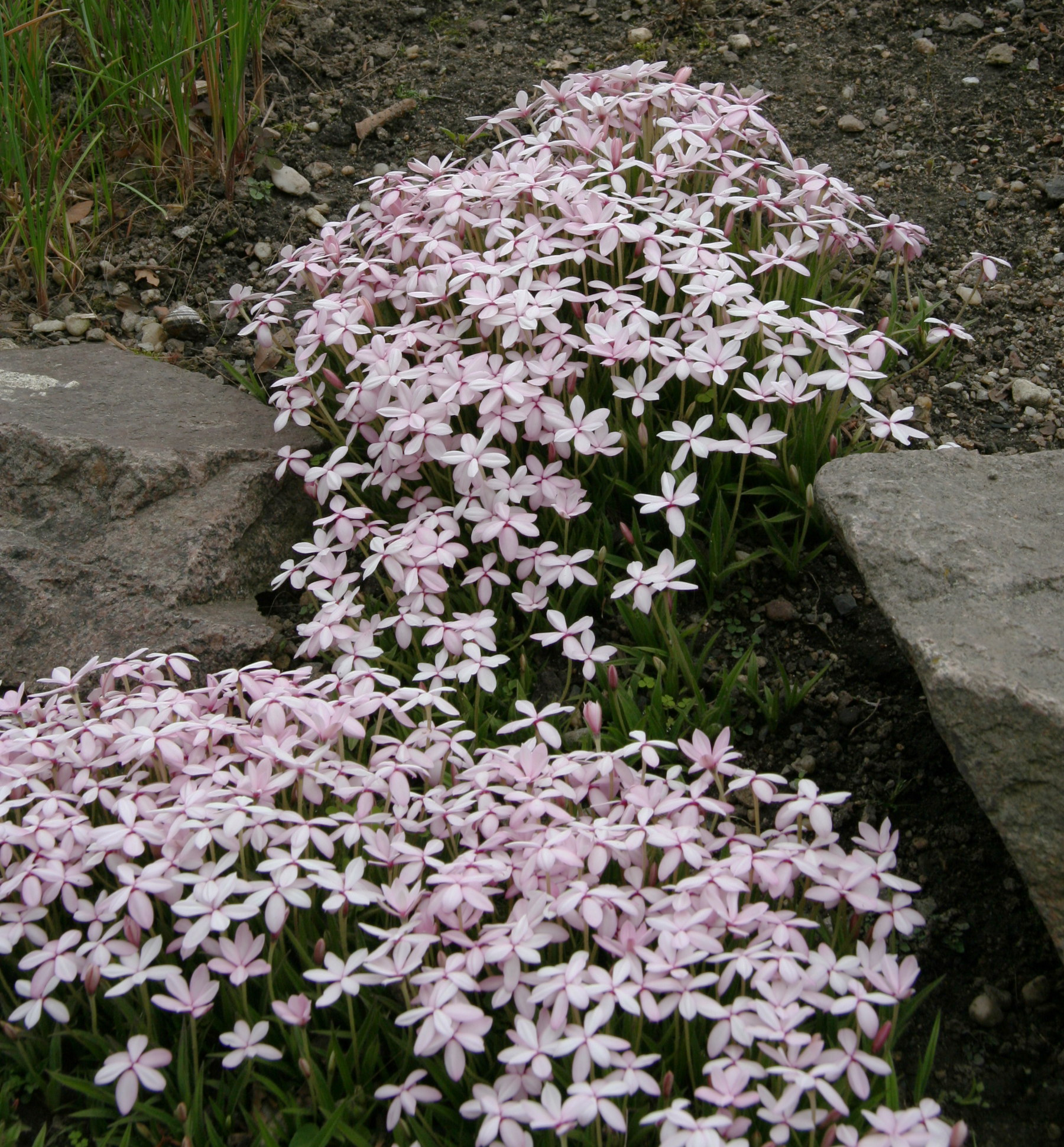
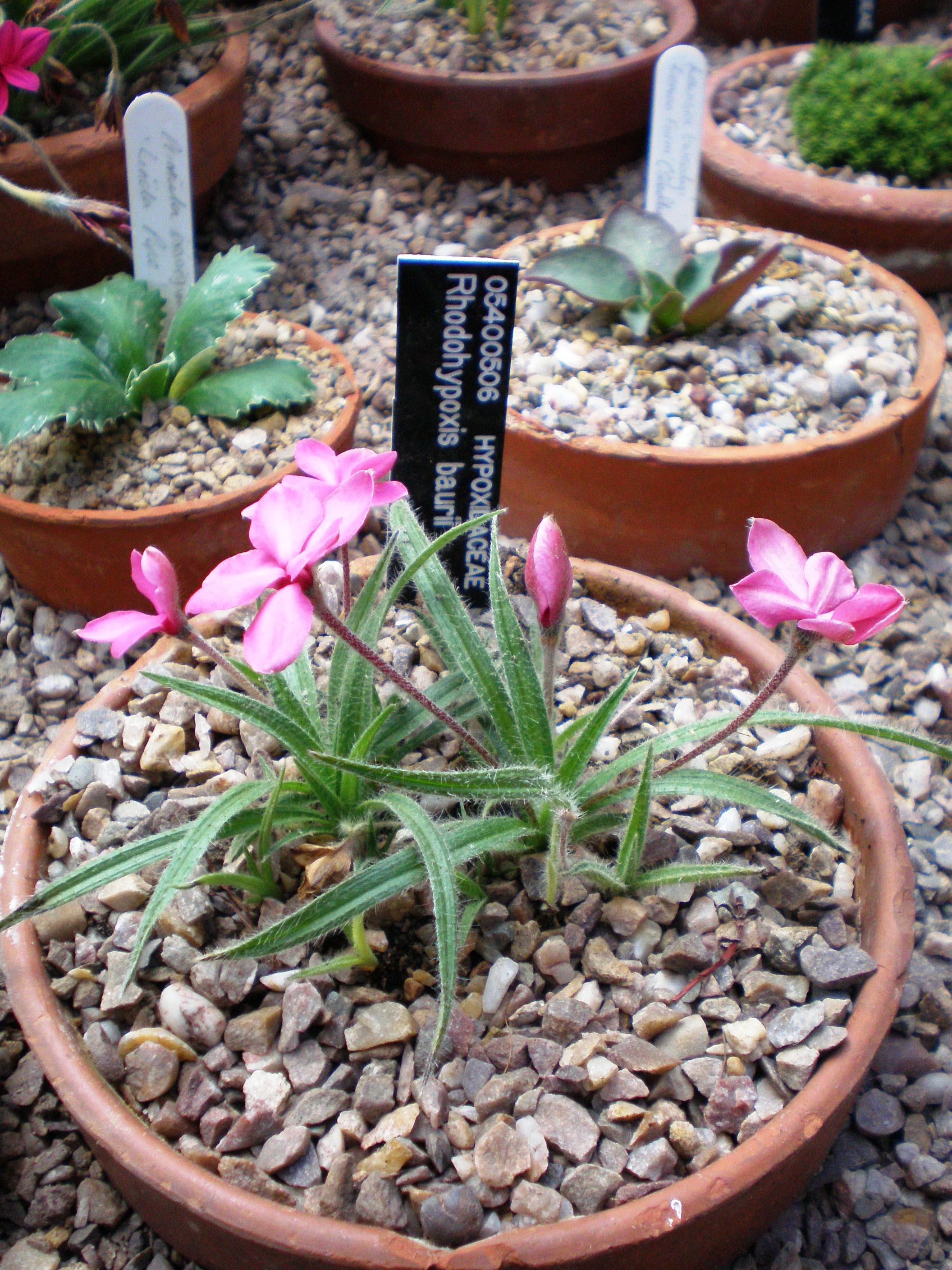